# SV Gosheim
Der Sportverein Gosheim 1927 e.V. ist ein deutscher Fußballverein mit Sitz in der baden-württembergischen Gemeinde Gosheim im Landkreis Tuttlingen.

## Geschichte
Der Verein wurde ursprünglich im Jahr 1922 als FC Gosheim gegründet. Als dieser trat man am 15. Oktober 1927 dem Süddeutschen Fußballverband bei und wurde in die B-Klasse einsortiert. Im Jahr 1938 erfolgte darauf die Meisterschaft in der A-Klasse. Nach dem Ende des Zweiten Weltkriegs konnte sich die Mannschaft schnell wieder aufbauen und zur Saison 1947/48 in die damalige zweitklassige Landesliga Südwürttemberg aufsteigen. Da jedoch nur noch ein Sportverein in der Gemeinde existieren durfte, formierten sich die bestehenden Vereine im SV Gosheim. Bei diesem wurde sich auf das Gründungsjahr 1927 geeinigt. In der ersten Saison konnte in der Landesliga mit 25:19 Punkten der fünfte Platz in der Gruppe Nord erzielt werden. Darauf folgte die Saison 1948/49 mit 20:20 Punkten auf dem sechsten Platz und zuletzt noch die Saison 1949/50 mit 27:17 Punkten sogar auf dem dritten Platz. Danach ging der Verein in die viertklassige 2. Amateurliga über. Aus dieser musste der Verein schließlich 1956 aber auch absteigen.
In einer Generalversammlung am 9. Juni 1962 wurde die Trennung der Fußball- sowie der Skiabteilung beschlossen. Während die Skiabteilung nun den Namen Skiklub trug, behielten die Fußballer den Namen SV Gosheim weiter bei. Im Jahr 1990 gelang der ersten Mannschaft der Gewinn der Meisterschaft in der Bezirksliga und somit der Aufstieg in die Landesliga. Diese musste der Verein nach einer Saison aber bereits wieder mit dem Wiederabstieg verlassen. Seit der Jahrtausendwende pendelt der Klub zwischen Kreisliga A und Bezirksliga, zur Saison 2022/23 ging Gosheim eine Spielgemeinschaft mit dem TV Wehingen ein.